# Phyllachora cyperi
Phyllachora cyperi är en svampart. Phyllachora cyperi ingår i släktet Phyllachora och familjen Phyllachoraceae.

## Underarter
Arten delas in i följande underarter:
- obtusata
- cyperi